# Sebastian Georg Schäffer
Sebastian Georg Schäffer (* 16. April 1828 in Koblenz; † 16. November 1901 in Köln) war katholischer Geistlicher und als langjähriger Generalpräses des Katholischen Gesellenvereins und späteren Internationalen Kolpingwerkes direkter Nachfolger des Seligen Adolph Kolping.

## Leben
Sebastian Georg Schäffer wurde als Sohn des Seifensieders Georg Josef Schäffer und seiner Ehefrau Klara Maria (geb. Meyer) in Koblenz geboren. Dort besuchte er die Volksschule und die höhere Schule, die er mit dem Abitur abschloss. Anschließend studierte er katholische Theologie in Trier und empfing im dortigen Dom am 28. August 1852 durch Bischof Wilhelm Arnoldi die Priesterweihe. Seine erste Kaplansstelle erhielt er in Trier, wo er am 14. August 1855 zum Religionslehrer an der Höheren Bürgerschule und an der Provinzialgewerbeschule ernannt wurde. Nach dem Tod Adolph Kolpings am 4. Dezember 1865 wählte der Vorstand des Kölner Gesellenhospitiums am 18. Februar 1866 Schäffer zum neuen Generalpräses. Am 9. April 1866 wurde er in der Kölner Minoritenkirche in sein Amt eingeführt. Schäffer starb am Morgen des 16. November 1901 in Köln, nachdem er noch das goldene Stiftungsfest des Gesellenvereins im Jahr 1899 und die Generalversammlung im Jahr 1900 miterleben durfte.

## Wirken
Schäffer hatte bereits als Kaplan am 10. August 1853 in Trier den ersten Katholischen Gesellenverein der Stadt gegründet und blieb dessen Präses auch während seiner Tätigkeit als Religionslehrer. Innerhalb von nur fünf Jahren hatte dieser Verein über 150 Mitglieder gewonnen. Deshalb bekleidete Schäffer wenige Jahre später auch das Amt des Diözesanpräses der Gesellenvereine im Bistum Trier. Zudem war er der Herausgeber des Trierer Sonntagsblattes „Eucharius“. Über das Bistum hinaus wurde Schäffer bekannt durch seine engagierte Teilnahme auf der Generalversammlung der Katholischen Gesellenvereine am 14. September 1864 in Würzburg, wo nach dem Vorbild Kolpings bereits am 8. Dezember 1853 ein katholischer Gesellenverein gegründet worden war. Bei der 17. Generalversammlung, die im September 1865 in Trier stattfand, konnte er als Gastgeber noch einmal den Gründer Adolph Kolping begrüßen.
Derart qualifiziert und mit der Arbeit des Verbandes vertraut, trat Schäffer das Amt des Generalpräses an, welches sogleich belastet wurde vom Deutschen Krieg zwischen Österreich und Preußen. Denn die Katholischen Gesellenvereine hatten sich seit 1849 vor allem im deutschsprachigen Raum über alle kleinstaatlichen Grenzen hinweg ausgebreitet. Nach dem schnellen Ende des Krieges konnte Schäffer im Herbst 1866 auf einer nach Köln einberufenen Generalversammlung die nationalen Gegensätze überwinden und die Einheit des Verbandes wiederherstellen. Wie viele Mitglieder in diesem Krieg zu den Waffen gerufen wurden und gegeneinander antreten mussten, ist nicht belegt. Wenige Jahre später wurden im Deutsch-Französischen Krieg von 1870/71 rund 15.000 Mitglieder zum Kriegsdienst eingezogen.
Eine weitere Herausforderung wurde für Schäffer und den Katholischen Gesellenverein ab 1872 der Kulturkampf. Nach einem Attentat auf Reichskanzler Otto von Bismarck am 13. Juli 1874 in Bad Kissingen machte selbiger den Attentäter als ein vermeintliches Mitglied des Gesellenvereins in Salzwedel aus. Wiewohl dieser Verdacht sich nicht bestätigte, wurden zwei Tage nach dem Attentat die Wohnungen Schäffers und seines Vizepräses einer Hausdurchsuchung unterzogen und der örtliche Gesellenverein in Berlin zeitweilig aufgelöst.
Im Jahr 1881 wurde die Grabeskirche Kolpings in Köln, die Minoritenkirche, nach jahrzehntelangen Wirren endgültig als Kirche des Gesellenvereins und ihr Generalpräses als deren Rektor bestätigt.
Die weiteren Lebensjahre Schäffers waren vor allem geprägt vom Engagement für eine Sozialgesetzgebung, die neben den Arbeitern auch den Handwerkern zugutekam, aber auch von einer klaren Abgrenzung des Verbandes von sozialdemokratischem Gedankengut.
Sebastian Georg Schäffer gab 1880 die erste, auf Quellenmaterial und eigenen Erlebnissen basierende Lebensbeschreibung Adolph Kolpings heraus, die bis 1960 in immerhin acht Auflagen erschien.

## Auszeichnungen
Schäffer war in seiner Zeit als Generalpräses auch Domherr am Hohen Dom zu Köln.
1899 wurde er mit dem Roten Adlerorden 4. Klasse ausgezeichnet.
In Düsseldorf-Vennhausen ist eine Straße nach Schäffer benannt.
In Trier-Heiligkreuz ist eine Straße nach Schäffer benannt.

## Schriften
- Papst Eugen III. und sein Besuch in Trier : ein historischer Versuch, 1865 Digitalisat
- Adolph Kolping der Gesellenvater. Ein Lebensbild. Münster 1880, 2. Aufl. 1882 (Digitalisat ULB Münster)